# Variola louti
Espèce
Synonymes
- Epinephelus louti (Forsskål, 1775)
- Labrus punctulatus Lacepede, 1801
- Perca louti Forsskål, 1775
- Serranus cernipedis Miranda Ribeiro, 1913
- Serranus flavimarginatus Ruppell, 1830
- Serranus longipinna Swainson, 1839
- Serranus louti (Forsskål, 1775)
- Serranus luti Valenciennes, 1828
- Serranus melanotaenia (Bleeker, 1857)
- Serranus phaenistomus Swainson, 1839
- Serranus punctulatus (Lacepede, 1801)
- Serranus roseus Valenciennes, 1828
- Variola longipinna Swainson, 1839
- Variola louti (Forsskål, 1775) (préféré par UICN)
- Variola melanotaenia Bleeker, 1857

Statut de conservation UICN

 LC  : Préoccupation mineure
Le Mérou croissant jaune (Variola louti) est une espèce de poissons de la famille des Serranidae.

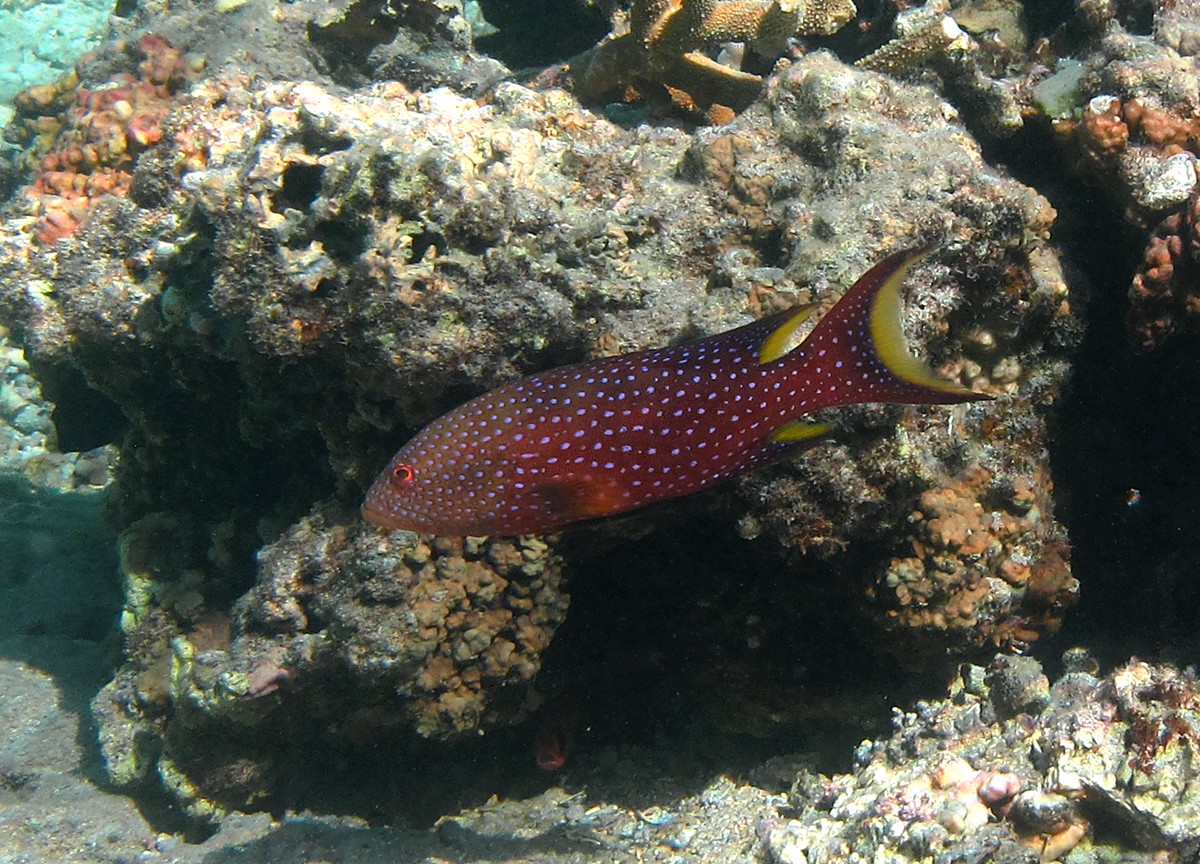
Juvénile.
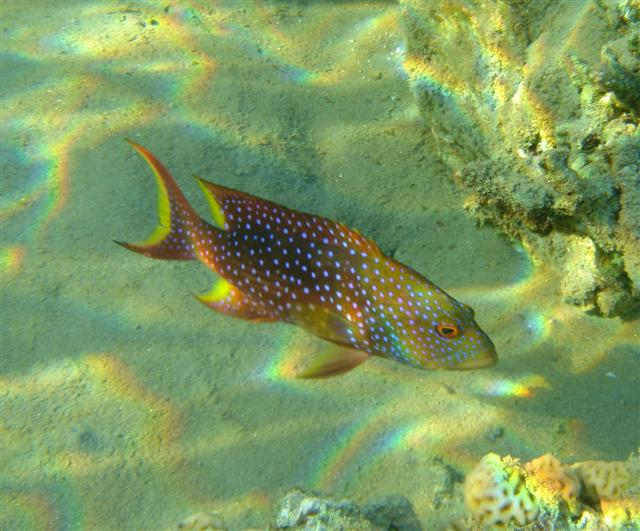
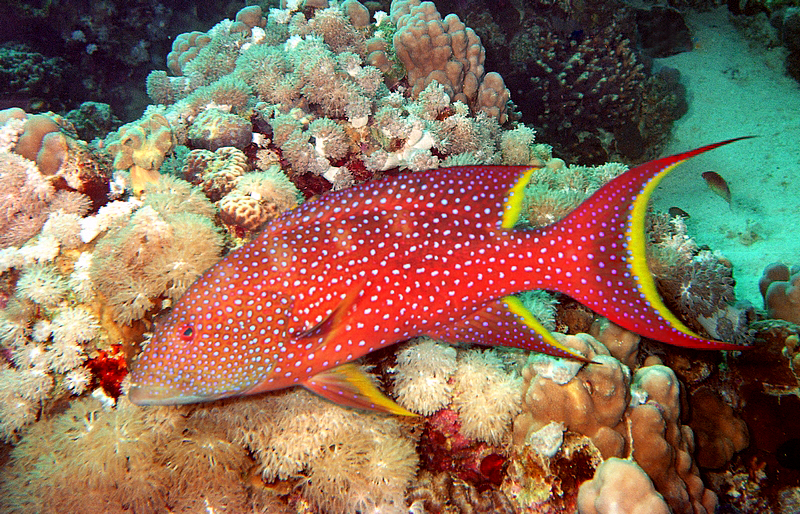
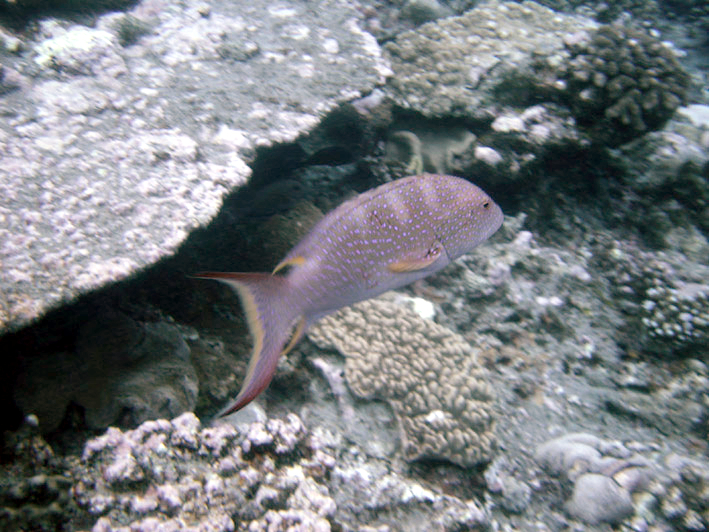
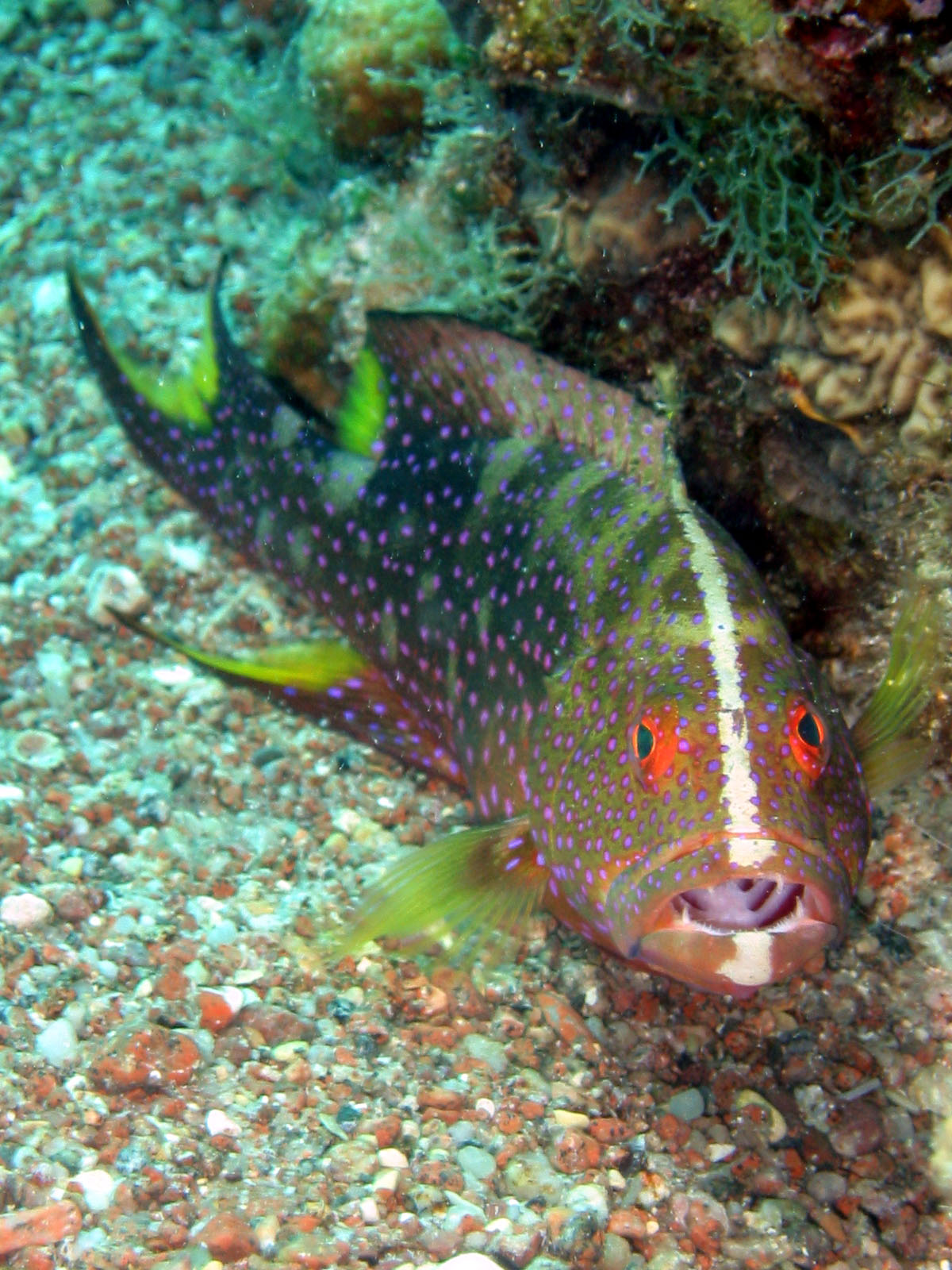